# Fernando Mendes (ciclista)
Fernando Dos Reis Mendes, nacido el 15 de septiembre de 1946 en Rio Meão y fallecido el 2 de octubre de 2001 en Oporto, fue un ciclista portugués, profesional entre 1965 y 1981.

## Palmarés
| 1966 - 1 etapa en la Vuelta a Portugal 1967 - 3º en el Campeonato de Portugal en Ruta 1968 - 1 etapa de la Vuelta a Portugal 1969 - 2 etapas de la Vuelta a Portugal - 2.º en el Campeonato de Portugal en Ruta 1971 - 2.º en el Campeonato de Portugal en Ruta 1972 - 2.º en el Campeonato de Portugal en Ruta 1973 - 2 etapas de la Vuelta a Portugal | 1974 - Campeonato de Portugal en Ruta - Campeonato de Portugal Contrarreloj - Vuelta a Portugal, más 2 etapas 1975 - Campeonato de Portugal en Ruta - Campeonato de Portugal Contrarreloj - Rapport Toer, más 3 etapas - Clasificación de las metas volantes de la Vuelta a España 1978 - Campeonato de Portugal en Ruta - 1 etapa de la Vuelta a Portugal - 1 etapa de la Vuelta al Algarve 1980 - 1 etapa de la Vuelta a Portugal |

## Resultados en Grandes Vueltas y Campeonato del Mundo
Durante su carrera deportiva ha conseguido los siguientes puestos en las Grandes Vueltas y en los Campeonatos del Mundo en carretera:
| Carrera         | 1965 | 1966 | 1967 | 1968 | 1969 | 1970 | 1971 | 1972 | 1973 | 1974 | 1975 | 1976 | 1977 | 1978 | 1979 | 1980 | 1981 |
| --------------- | ---- | ---- | ---- | ---- | ---- | ---- | ---- | ---- | ---- | ---- | ---- | ---- | ---- | ---- | ---- | ---- | ---- |
| Giro de Italia  | -    | -    | -    | -    | -    | -    | -    | -    | -    | -    | -    | 17.º | -    | -    | -    | -    | -    |
| Tour de Francia | -    | -    | -    | -    | -    | -    | -    | Ab.  | 18.º | -    | Ab.  | -    | 27º  | -    | -    | -    | Ab.  |
| Vuelta a España | -    | -    | -    | -    | -    | -    | -    | -    | 28º  | 11.º | 6º   | 20.º | 13.º | -    | -    | -    | -    |
| Mundial en Ruta | -    | -    | -    | -    | -    | -    | -    | -    | -    | -    | -    | -    | -    | -    | -    | -    | -    |